# Pierre-Louis Crouan
Pour les articles homonymes, voir Crouan.
Pour les autres membres de la famille, voir Famille Crouan.
Pierre-Louis Crouan, né à Brest le 28 germinal an VI (17 avril 1798) et mort dans la même ville le 19 novembre 1871, est un pharmacien et botaniste français.

## Biographie
Pierre-Louis Crouan est le fils d'Étienne-Florence Crouan, fournisseur de la marine, qui était connu à Brest au moment de la révolution sous le nom de Crouan-Chandelle, le frère de Hippolyte-Marie Crouan, avec qui il collabora toute sa vie durant, et le cousin germain de l'armateur nantais René-Denis Crouan (1806-1891),.
Il est reçu pharmacien en 1817, et s'installe à Rouen.
Les deux frères s'installent dans leur ville d'origine, en 1829, 6 rue de la Fraternité, devenue depuis rue d'Orléans puis rue Étienne Dolet. Passionnés de botanique, ils herborisent, s'intéressent aussi aux champignons et publient dans les revues scientifiques de l'époque.
À partir de 1833, leurs communications scientifiques se succèdent dans les Archives de Botanique, les Annales des Sciences Naturelles ou le Bulletin de la Société Botanique de France. Ils correspondent alors avec les meilleurs spécialistes des algues d'Europe.
Ils publient, en 1852, à 50 exemplaires, un herbier, ou plutôt un alguier, en 3 volumes  qui comporte 404 échantillons d’algues du Finistère en remarquable état de conservation. Ce travail est le fruit de plus de 15 ans de récoltes méthodiques et de préparation des échantillons.
Les 50 exemplaires sont actuellement dispersés à travers le monde ; seuls quelques-uns sont conservés en France : Muséum national d'histoire naturelle de Paris, bibliothèque municipale de Brest, université de Bourgogne à Dijon, université de Bretagne occidentale à Brest, bibliothèque universitaire d'Aix-Marseille, herbier de l'institut de botanique de Montpellier, bibliothèque universitaire de Nantes, bibliothèque de l'École de médecine navale de Rochefort (gérée par le Musée national de la Marine de Rochefort), et station biologique de Concarneau où se trouvent rassemblées les collections des frères Crouan.
En 1867, ils font paraître une flore du Finistère, couronnement de leurs recherches et qui est restée longtemps un modèle de flore locale. Depuis 1860, ils avaient abandonné leur charge de pharmaciens pour se consacrer à ce travail.
Il est membre de la Société botanique de France, de la Société nationale des sciences naturelles et mathématiques de Cherbourg, de la Société académique de Brest et du Comité des travaux historiques et scientifiques.
Pierre-Louis meurt le 19 novembre 1871, quelques mois après son frère.

## Éponymie
Deux genres ont été nommés Crouania en leur hommage : 
- un genre d'algues : Crouania J.Agardh, 1842,
- un genre de champignons : Crouania Fuckel, 1870, nom illégitime (nomen illeg.), dont le nom accepté est Lamprospora.

## Galerie

Quelques planches de l'alguier
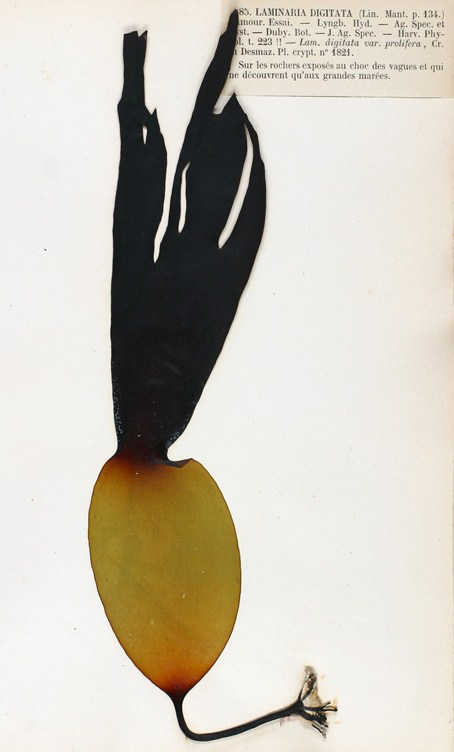
Laminaria digitata
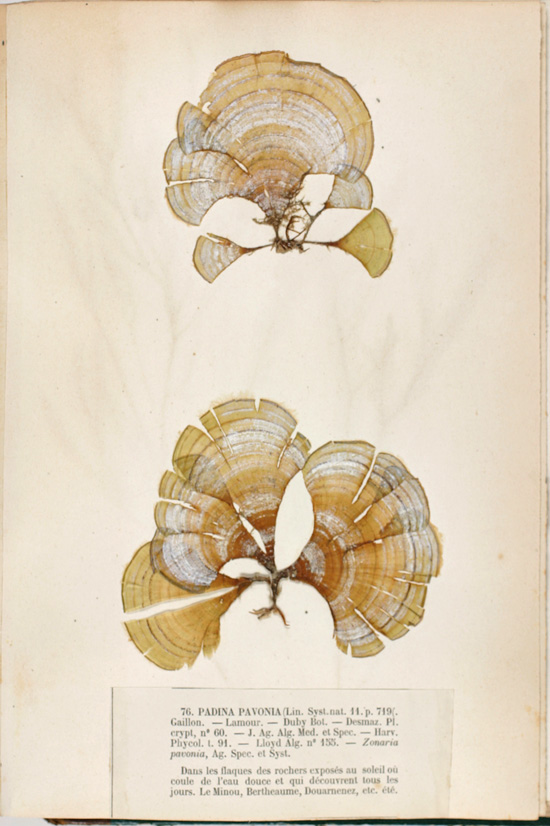
Padina pavonica
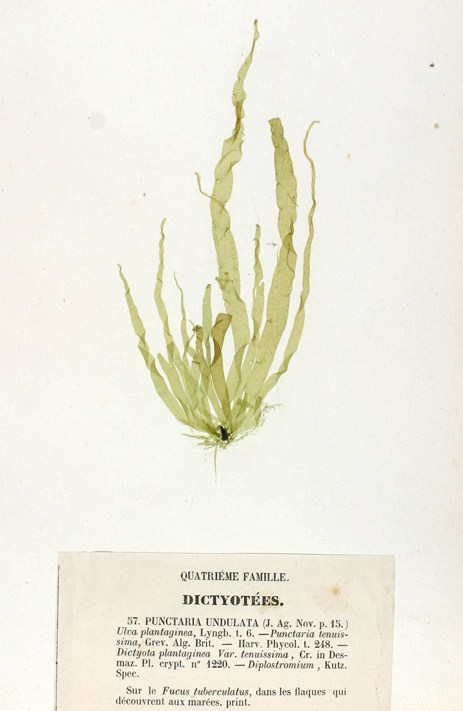
Punctaria tenuissima
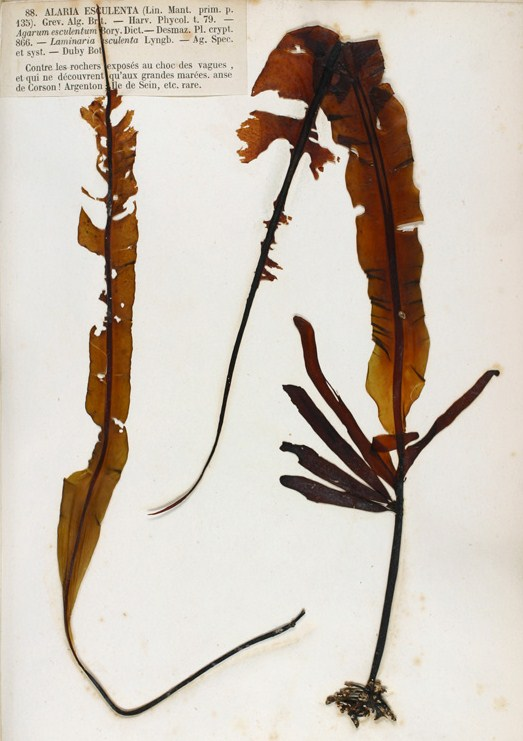
Alaria esculenta
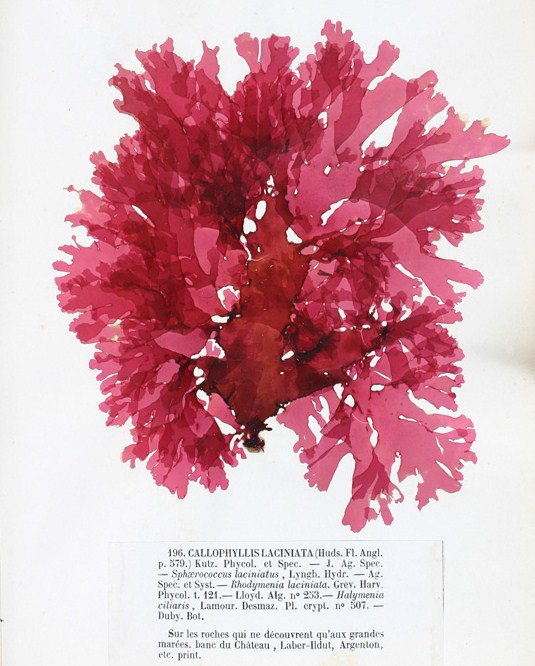
Callophyllis laciniata

## Publications

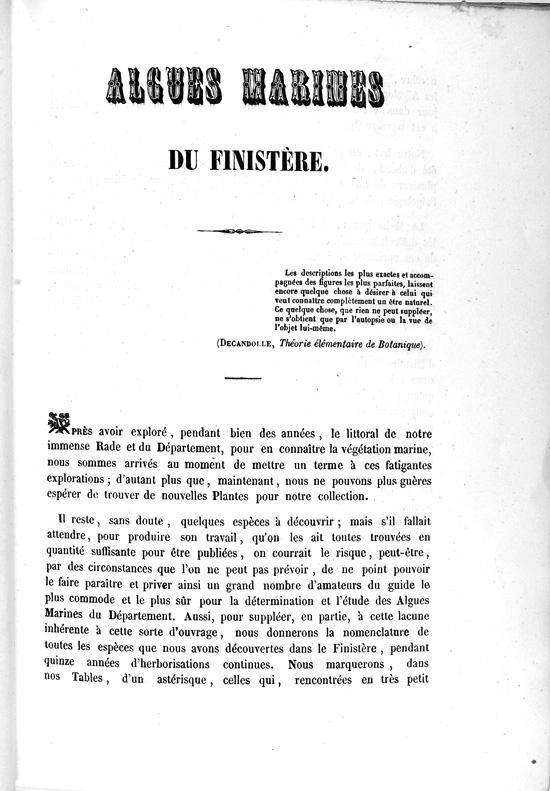
Préface de l'"Alguier des frères Crouan" (exemplaire numérisé de l'université de Bourgogne)

Les frères Crouan ont toujours signé ensemble leurs publications, il n'est donc pas possible de distinguer le travail de Pierre de celui d'Hippolyte. Néanmoins chacun des deux frères est considéré comme autorité taxinomique à part entière et chacun à sa propre abréviation en botanique
En dehors des articles dans les revues de sociétés savantes les frères Crouan sont les auteurs de :
- Algues marines du Finistère, 1852, 3 vol.
- Florule de Finistère, Contenant des Descriptions de 360 Espèces Nouvelles de Sporogames, des Nombreuses Observations, Paris & Brest, 1867, i-x, 262 p., 32 col. tab.

## Sources
- A.-H. Dizerbo, Les frères Crouan, botanistes et pharmaciens brestois  Les Cahiers de l'Iroise n°5 - 1955, p 36
- Charles Armand Picquenard, Études sur les collections botaniques des frères Crouan, 1912
- Les Frères Crouan sur Wiki-Brest